# Michael Adams
Michael Adams (født 17. oktober 1971 i Cornwall) er en engelsk skakstormester. Han vandt det britiske mesterskab i 1989, bare 17 år gammel og på FIDEs ratingliste fra juni 2006 er han nummer 8 i verden med en Elo-rating på 2732. Dermed topper han den britiske liste. Adams spiller pt. (2015) i den nordsjællandske klub, Philidor, og er dermed den højest ratede spiller under Dansk Skak Union samt den eneste spiller over 2700 Elo-rating under Dansk Skak Union.